# 巴拉鄉 (梅赫丁茨縣)
44°53′N 22°50′E / 44.88°N 22.83°E
巴拉鄉（羅馬尼亞語：Comuna Bala, Mehedinți），是羅馬尼亞的鄉份，位於該國西南部，由梅赫丁茨縣負責管轄，面積101平方公里，海拔高度245米，2007年人口4,578，人口密度每平方公里45人。